# Documento de Autorización de Empleo
Un Formulario I-766 Documento de Autorización de Empleo (inglés: Employment Authorization Document; acrónimo: EAD; ) o tarjeta EAD, conocida popularmente como permiso de trabajo, es un documento emitido por el Servicio de Ciudadanía e Inmigración de los Estados Unidos (USCIS) que proporciona autorización de empleo temporal a no ciudadanos en los Estados Unidos.
Actualmente, el Formulario I-766 Documento de Autorización de Empleo se emite en forma de una tarjeta de plástico estándar del tamaño de una tarjeta de crédito mejorada con múltiples características de seguridad. La tarjeta contiene información básica sobre el inmigrante: nombre, fecha de nacimiento, sexo, categoría de inmigrante, país de nacimiento, fotografía, número de registro de inmigrante (también llamado "número A"), número de tarjeta, términos y condiciones restrictivos y fechas de validez. Este documento, sin embargo, no debe confundirse con la tarjeta verde.

## Obtener un EAD

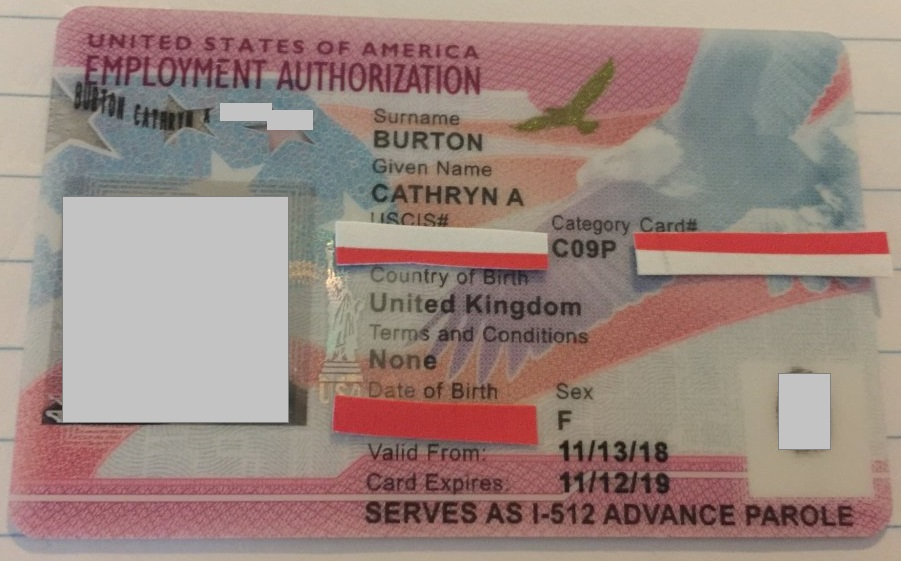
Un Formulario I-766, Documento de Autorización de Empleo, emitido a un solicitante de ajuste de estatus por USCIS en noviembre de 2018, y que indica en la parte inferior que la tarjeta también sirve como Formulario I-512 para obtener un Permiso Adelantado (tarjeta combinada EAD-AP).

Para solicitar un Documento de autorización de empleo, los no ciudadanos que califiquen pueden presentar el Formulario I-765, Solicitud de autorización de empleo. Luego, los solicitantes deben enviar el formulario por correo al Centro de Servicio Regional de USCIS que presta servicios en su área. Si se aprueba, se emitirá un Documento de autorización de empleo por un período de tiempo específico según la situación migratoria del extranjero.
Posteriormente, USCIS emitirá Documentos de Autorización de Empleo en las siguientes categorías:
- Renovación del Documento de Autorización de Empleo: el proceso de renovación toma la misma cantidad de tiempo que una solicitud por primera vez, por lo que es posible que el no ciudadano deba planificar con anticipación y solicitar la renovación de 3 a 4 meses antes de la fecha de vencimiento.
- Reemplazo del Documento de Autorización de Empleo: Reemplaza un EAD perdido, robado o mutilado. Un Documento de autorización de empleo de reemplazo también reemplaza un Documento de autorización de empleo que se emitió con información incorrecta, como un nombre mal escrito.[1]

Para los solicitantes de tarjeta de residencia basada en empleo, la fecha de prioridad debe estar actualizada para solicitar el Ajuste de Estatus (I-485), momento en el cual se puede solicitar un Documento de Autorización de Empleo. Por lo general, se recomienda solicitar el Permiso Adelantado al mismo tiempo para que no sea necesario sellar la visa al volver a ingresar a los EE. UU. desde un país extranjero.

## EAD provisional
Un Documento de Autorización de Empleo provisional es un Documento de Autorización de Empleo emitido a un solicitante elegible cuando el Servicio de Ciudadanía e Inmigración de EE. UU. no han adjudicado una solicitud dentro de los 90 días posteriores a la recepción de una solicitud de Documento de Autorización de Empleo debidamente presentada o dentro de los 30 días posteriores a una solicitud de documento de autorización de empleo inicial debidamente presentada basada en una solicitud de asilo presentada a partir del 4 de enero de 1995. El Documento de Autorización de Empleo provisional se otorgará por un período que no exceder los 240 días y está sujeto a las condiciones señaladas en el documento.
Los centros de servicios locales ya no emiten un Documento de Autorización de Empleo provisional. Sin embargo, se puede tomar una cita INFOPASS y realizar una solicitud de servicio en los centros locales, solicitándolo explícitamente si la solicitud excede los 90 días y 30 días para los solicitantes de asilo sin adjudicación.

## Restricciones
Los criterios de elegibilidad para la autorización de empleo se detallan en la sección 8 CFR §274a.12 de las Regulaciones Federales. Sólo los extranjeros que se encuentran dentro de las categorías enumeradas son elegibles para un documento de autorización de empleo. Actualmente, existen más de 40 tipos de estatus migratorio que hacen que sus titulares sean elegibles para solicitar una tarjeta de Documento de Autorización de Empleo. Algunos están basados en la nacionalidad y se aplican a un número muy pequeño de personas. Otros son mucho más amplios, como los que cubren a los cónyuges de los titulares de visas E-1, E-2, E-3 o L-1.

### Categorías EAD clasificatorias
La categoría incluye a las personas a las que se les entrega un Documento de Autorización de Empleo relacionado con su estado o que deben solicitar un Documento de Autorización de Empleo para poder aceptar el empleo.
- Asilado/Refugiado, sus cónyuges y sus hijos
- Ciudadanos o nacionales de países que pertenecen a determinadas categorías.
- Estudiantes extranjeros con actividad
  - Estatus F-1 que deseen seguir
    - Formación Práctica Pre o Post Optativa, remunerada o no, que debe estar directamente relacionada con la especialidad de estudio del estudiante.
    - Capacitación práctica opcional para titulares de títulos designados en ciencia, tecnología, ingeniería, y matemáticas, donde el beneficiario debe estar empleado para puestos remunerados directamente relacionados con la especialidad de estudio del beneficiario, y el empleador debe utilizar E-Verify
    - La pasantía, remunerada o no, en una Organización Internacional autorizada
    - El empleo fuera del campus durante el progreso académico de los estudiantes debido a dificultades económicas significativas, independientemente de la especialidad de estudio de los estudiantes.

  - Estatus M-1 que deseen seguir una formación práctica que esté directamente relacionada con la formación profesional de los estudiantes de la escuela.
- Titulares de visas de viaje/trabajo de verano J-1
- Cónyuges de visitantes de intercambio con cierta regulación
- Dependientes elegibles de empleados de misiones diplomáticas, organizaciones internacionales o la OTAN
- Ciertos no inmigrantes basados en el empleo; pueden aplicarse límites
- Ciertos no inmigrantes de base familiar
- Personas dentro de las categorías de ajuste de estatus
- Otras categorías elegibles

| Categoría de Documento de Autorización de Empleo | Descripción |
| ------------------------------------------------ | --- |
| A1                                               | Residente Permanente Legal |
| A2                                               | Residente Temporal Legal |
| A3                                               | Refugiado |
| A4                                               | Refugiado de Permiso de Permanencia Temporal                                                                                                  |
| A5                                               | Asilado (Asilo Concedido) |
| A6                                               | K-1 o K-2 No Inmigrante |
| A7                                               | N-8 o N-9 No Inmigrante |
| A8                                               | Ciudadano de Micronesia, Islas Marshall o Palaos                                                                                              |
| A9                                               | K-3 o K-4 No Inmigrante |
| A12                                              | Estatus de Protección Temporal |
| A15                                              | V No Inmigrante |
| A16                                              | T-1 No Inmigrante |
| A17                                              | Cónyuge de un E-1 o E-2 Tratado, Comerciante o Inversionista                                                                                  |
| A18                                              | Cónyuge de un L-1 Cesionario Intracompañía |
| A19                                              | U-1 No Inmigrante |
| A20                                              | U-2, U-3, U-4 o U-5 No Inmigrantes |
| C1                                               | Cónyuge o Dependiente de A-1 o A-2 No Inmigrante                                                                                              |
| C2                                               | Cónyuge o Dependiente del Consejo de Coordinación de Asuntos de América del Norte (E-1)/Oficina Representativa Económica y Cultural de Taipéi |
| C3A                                              | F-1 No Inmigrante, Capacitación Práctica Opcional Previa a la Finalización                                                                    |
| C3B                                              | F-1 No Inmigrante, Capacitación Práctica Opcional Posterior a la Finalización                                                                 |
| C3C                                              | F-1 No Inmigrante, Extensión de 24 meses para Estudiantes de CTIM                                                                             |
| C4                                               | Cónyuge o Dependiente de G-1, G-3 o G-4 No Inmigrante                                                                                         |
| C5                                               | J-2 Cónyuge o Hijo de J-1 No Inmigrante |
| C6                                               | M-1 No Inmigrante, Capacitación Práctica |
| C7                                               | Dependiente de la OTAN-1 hasta la OTAN-7 No Inmigrante                                                                                        |
| C8                                               | Solicitud de Asilo Pendiente presentada antes del 4 de enero de 1995 y el solicitante no se encuentra en proceso de exclusión/deportación     |
| C9                                               | Pendiente de Ajuste de Estatus |
| C10                                              | Ley de Ajuste de Nicaragua y Ayuda para Centroamérica Sección 203 Solicitantes que son Elegibles para Solicitar Ayuda                         |
| C14                                              | Acción Diferida |
| C16                                              | Creación de Registro (Ajuste por Residencia Continua desde el 1 de enero de 1972)                                                             |
| C17i                                             | B-1 Nacional de un No Inmigrante |
| C17ii                                            | B-1 Nacional de un Ciudadano de los Estados Unidos                                                                                            |
| C17iii                                           | Empleado de una Aerolínea Extranjera |
| C19                                              | Beneficios de Tratamiento Temporal Basados en 8 CFR 244.5 (Extensión del TPS)                                                                 |
| C21                                              | S No Inmigrante |
| C23                                              | Proceso de Paz Irlandés (Q-2) |
| C24                                              | Visa V que son Elegibles para la Unidad Familiar de Acuerdo con la Ley de Equidad Familiar de Inmigración Legal                               |
| C25                                              | Dependiente de Visa T |
| C33                                              | Consideración de la Acción Diferida para los Llegados en la Infancia                                                                          |

### Personas que no califican para un Documento de Autorización de Empleo
Las siguientes personas no califican para un Documento de Autorización de Empleo, ni pueden aceptar ningún empleo en los Estados Unidos, a menos que el incidente de estatus lo permita.
- Personas exentas de visa por placer
- Visitantes B-2 por placer
- Pasajeros en tránsito a través del puerto de entrada de EE. UU.

Las siguientes personas no califican para un Documento de Autorización de Empleo, incluso si están autorizadas para trabajar en ciertas condiciones, de acuerdo con las regulaciones del Servicio de Ciudadanía e Inmigración de EE. UU. (8 CFR Parte 274a). Algunos estados pueden estar autorizados a trabajar sólo para un determinado empleador, bajo el término de "extranjero autorizado a trabajar para el empleador específico incidente al estado", generalmente quien ha solicitado o patrocinado el empleo de las personas. En este caso, a menos que el Departamento de Seguridad Nacional de EE. UU. indique lo contrario, no se necesita aprobación ni del Departamento de Seguridad Nacional de EE. UU. ni de el Servicio de Ciudadanía e Inmigración de EE. UU.
- Trabajadores temporales no inmigrantes empleados por organizaciones patrocinadoras que tengan el siguiente estatus:
  - H (Los dependientes de inmigrantes H pueden calificar si se les ha otorgado una extensión de más de seis años o en base a una presentación de permiso I-140 aprobada)
  - I
  - L-1 (Los dependientes de la visa L-1 están calificados para solicitar un Documento de Autorización de Empleo de inmediato)
  - O-1
- Estudiante extranjero con estatus de estudiante no inmigrante F-1, con ciertas limitaciones de horas de trabajo, que esté cursando:
  - Empleo en el campus, independientemente del campo de estudio de los estudiantes.
  - Formación práctica curricular para estudios alternativos remunerados (pueden ser no remunerados), previamente aprobados por la escuela, que deben ser parte integral del estudio de los estudiantes.
- Visitante de intercambio empleado por organizaciones patrocinadoras; pueden aplicarse límites
- Miembros de la tripulación, únicamente para el transportista que haya empleado a las personas

## Antecedentes: control de inmigración y regulaciones laborales
Los inmigrantes indocumentados han sido considerados una fuente de mano de obra mal remunerada, tanto en el sector formal como en el informal de la economía. Sin embargo, a finales de la década de 1980, con una creciente afluencia de inmigración no regulada, muchos se preocuparon por cómo esto afectaría a la economía y, al mismo tiempo, a los ciudadanos. En consecuencia, en 1986, el Congreso promulgó la Ley de Control y Reforma de la Inmigración "para controlar y disuadir la inmigración ilegal a los Estados Unidos", lo que resultó en un aumento del patrullaje de las fronteras estadounidenses. Además, la Ley de Reforma y Control de la Inmigración implementó nuevas regulaciones laborales que imponían sanciones a los empleadores, sanciones penales y civiles "contra los empleadores que [contrataban] a sabiendas a trabajadores ilegales". Antes de esta reforma, los empleadores no estaban obligados a verificar la identidad y autorización de empleo de sus empleados. Por primera vez, esta reforma "convirtió en delito que los inmigrantes indocumentados trabajen" en los Estados Unidos.
El documento de Verificación de Elegibilidad de Empleo (I-9) debía ser utilizado por los empleadores para "verificar la identidad y la autorización de empleo de las personas contratadas para trabajar en los Estados Unidos". Si bien este formulario no debe presentarse a menos que lo soliciten funcionarios gubernamentales, se requiere que todos los empleadores tengan un formulario I-9 de cada uno de sus empleados, el cual deben conservar durante tres años después del día de la contratación o un año. después de terminar el empleo.

### I-9 estados de ciudadanía o inmigración que califican
- Un ciudadano de los Estados Unidos
- Un nacional no ciudadano de los Estados Unidos
- Un residente permanente legal
- Un extranjero autorizado para trabajar
  - Como "Extranjero Autorizado para Trabajar", el empleado debe proporcionar un "Número A" presente en la tarjeta EAD, junto con el día de vencimiento de la autorización de empleo temporal. Así, según lo establece el formulario I-9, la tarjeta EAD es un documento que sirve tanto de identificación como de verificación de elegibilidad laboral.[10]

Al mismo tiempo, la Ley de Inmigración de 1990 "aumentó los límites a la inmigración legal a los Estados Unidos", [...] "estableció nuevas categorías de admisión de no inmigrantes" y revisó los motivos aceptables para la deportación. Lo más importante es que sacó a la luz los "autorizados estatus de protección temporal" para extranjeros de países designados.
A través de la revisión y creación de nuevas clases de no inmigrantes, calificados para la admisión y el estatus de trabajo temporal, tanto IRCA como la Ley de Inmigración de 1990 proporcionaron legislación para la regulación del empleo de no ciudadanos.
Los ataques del 11-S sacaron a la superficie el aspecto débil del sistema de inmigración. Después de los ataques del 11 de septiembre, los Estados Unidos intensificó su enfoque en el refuerzo interior de las leyes de inmigración para reducir la inmigración ilegal e identificar y expulsar a los extranjeros criminales.

## Trabajador Temporal: Extranjero Autorizado a Trabajar
Los inmigrantes indocumentados son personas en los Estados Unidos sin estatus legal. Cuando estas personas califican para algún tipo de alivio de la deportación, las personas pueden calificar para algún tipo de estatus legal. En este caso, los no ciudadanos temporalmente protegidos son aquellos a quienes se les concede "el derecho a permanecer en el país y trabajar durante un período designado". Por lo tanto, se trata de una especie de "estado intermedio" que proporciona a las personas empleo temporal y alivio temporal de la deportación, pero no conduce a la residencia permanente ni al estatus de ciudadanía. Por lo tanto, un Documento de Autorización de Empleo no debe confundirse con un documento de legalización y no es ni un estatus de residente permanente ni un estatus de ciudadanía estadounidense. El Documento de Autorización de Empleo se otorga, como se mencionó anteriormente, a los no ciudadanos elegibles como parte de una reforma o ley que otorga a las personas un estatus legal temporal.

### Ejemplos de no ciudadanos "protegidos temporalmente" (elegibles para un documento de autorización de empleo)
- Estatus de Protección Temporal (TPS)
  - Bajo el Estatus de Protección Temporal, las personas reciben alivio de la deportación como refugiados temporales en los Estados Unidos. Según el Estatus de Protección Temporal, las personas reciben un estatus de protección si se determina que "las condiciones en ese país representan un peligro para la seguridad personal debido a un conflicto armado en curso o un desastre ambiental". Este estatus se otorga normalmente por períodos de 6 a 18 meses, elegibles para renovación a menos que el Servicio de Ciudadanía e Inmigración de EE. UU. cancele el Estatus de Protección Temporal del individuo. Si se produce el retiro del Estatus de Protección Temporal, el individuo enfrenta procedimientos de exclusión o deportación.[13]
- Acción Diferida para los Llegados en la Infancia (DACA)
  - La Acción Diferida para los Llegados en la Infancia fue autorizada por el presidente Obama en 2012; proporcionó a jóvenes indocumentados calificados "acceso a alivio de la deportación, permisos de trabajo renovables y números de Seguro Social temporales".[14]
- Bloqueado de ser implementado
  - Acción Diferida para Padres de Estadounidenses (DAPA): Si se promulga, la Acción Diferida para Padres de Estadounidenses proporcionaría a los padres de estadounidenses y residentes permanentes legales protección contra la deportación y los haría elegibles para un Documento de Autorización de Empleo.[15]